# Lyle Odelein
Lyle Odelein (né le 21 juillet 1968 à Quill Lake dans la Saskatchewan au Canada) est un joueur professionnel canadien de hockey sur glace.
Il a deux frères qui ont également pratiqué le hockey professionnellement : Selmar qui a joué pour les Oilers d'Edmonton et Lee qui a joué la majorité de sa carrière en Europe.

## Carrière en club
Il commence sa carrière dans la Ligue de hockey de l'Ouest en jouant pour les Warriors de Moose Jaw en 1985-86. À la fin de la saison, il participe au repêchage d'entrée dans la Ligue nationale de hockey et les Canadiens de Montréal le choisissent en tant que 141e choix (septième ronde).
Il continue deux saisons dans la LHOu avant de rejoindre la Ligue internationale de hockey puis la Ligue américaine de hockey. Il joue alors pour l'équipe associée à la franchise de Montréal : les Canadiens de Sherbrooke. Il fait ses débuts dans la LNH en 1989-1990 au cours de huit matchs mais il faudra attendre sa deuxième saison pour le voir inscrire un but contre les Blackhawks de Chicago en décembre 1991 (contre Ed Belfour). En 1993, il gagne la Coupe Stanley avec les Canadiens.
En 1993-1994, il connaît sa meilleure saison avec 11 buts et 29 passes décisives pour un total de 40 points. Le 2 février, il marque 5 points (5 aides) pour les Canadiens contre les Whalers de Hartford et égale le record pour un match par un défenseur des Canadiens (avec Doug Harvey). Il reçoit le trophée Jacques Beauchamp du Canadien à la fin de la saison.
En 1996-1997, il est échangé aux Devils du New Jersey contre Stéphane Richer. Il s'aligne avec la formation du New Jersey pour trois saisons et demie et les quitte juste avant qu'ils ne gagnent leur seconde Coupe Stanley. Il rejoint alors les Coyotes de Phoenix pour la fin de la saison puis les Blue Jackets de Columbus pour une saison et demie. Il devient le premier capitaine de la franchise créée en 2000 dans le cadre de l'expansion de la LNH.
Il signe alors pour un peu plus d'une saison et demie avec les Blackhawks de Chicago, finit la 2002-2003 avec les Stars de Dallas pour ensuite rejoindre les Panthers de la Floride.
Il signe en tant qu'agent libre avec les Penguins de Pittsburgh en septembre 2005. Il met fin à sa carrière à la fin de la saison avec un total de 2 316 minutes de pénalités ce qui le classe 28e au niveau des joueurs les plus pénalisés.

## Statistiques
Pour les significations des abréviations, voir Statistiques du hockey sur glace.

### En club
| Saison     | Équipe                   | Ligue      |       | Saison régulière | Saison régulière | Saison régulière | Saison régulière | Saison régulière |   | Séries éliminatoires | Séries éliminatoires | Séries éliminatoires | Séries éliminatoires | Séries éliminatoires |
| Saison     | Équipe                   | Ligue      | PJ    | B                | A                | Pts              | Pun              | PJ               | B | A                    | Pts                  | Pun                  |                      |                      |
| 1985-1986  | Warriors de Moose Jaw    | LHOu       | 67    | 9                | 37               | 46               | 117              | 13               | 1 | 6                    | 7                    | 34                   |                      |                      |
| 1986-1987  | Warriors de Moose Jaw    | LHOu       | 59    | 9                | 50               | 59               | 70               | 9                | 2 | 5                    | 7                    | 26                   |                      |                      |
| 1987-1988  | Warriors de Moose Jaw    | LHOu       | 63    | 15               | 43               | 58               | 166              | -                | - | -                    | -                    | -                    |                      |                      |
| 1988-1989  | Rivermen de Peoria       | LIH        | 36    | 2                | 8                | 10               | 116              | -                | - | -                    | -                    | -                    |                      |                      |
| 1988-1989  | Canadiens de Sherbrooke  | LAH        | 33    | 3                | 4                | 7                | 120              | 3                | 0 | 2                    | 2                    | 5                    |                      |                      |
| 1989-1990  | Canadiens de Sherbrooke  | LAH        | 68    | 7                | 24               | 31               | 265              | 12               | 6 | 5                    | 11                   | 79                   |                      |                      |
| 1989-1990  | Canadiens de Montréal    | LNH        | 8     | 0                | 2                | 2                | 33               | -                | - | -                    | -                    | -                    |                      |                      |
| 1990-1991  | Canadiens de Montréal    | LNH        | 52    | 0                | 2                | 2                | 259              | 12               | 0 | 0                    | 0                    | 54                   |                      |                      |
| 1991-1992  | Canadiens de Montréal    | LNH        | 71    | 1                | 7                | 8                | 212              | 7                | 0 | 0                    | 0                    | 11                   |                      |                      |
| 1992-1993  | Canadiens de Montréal    | LNH        | 83    | 2                | 14               | 16               | 205              | 20               | 1 | 5                    | 6                    | 30                   |                      |                      |
| 1993-1994  | Canadiens de Montréal    | LNH        | 79    | 11               | 29               | 40               | 276              | 7                | 0 | 0                    | 0                    | 17                   |                      |                      |
| 1994-1995  | Canadiens de Montréal    | LNH        | 48    | 3                | 7                | 10               | 152              | -                | - | -                    | -                    | -                    |                      |                      |
| 1995-1996  | Canadiens de Montréal    | LNH        | 79    | 3                | 14               | 17               | 230              | 6                | 1 | 1                    | 2                    | 6                    |                      |                      |
| 1996-1997  | Devils du New Jersey     | LNH        | 79    | 3                | 13               | 16               | 110              | 10               | 2 | 2                    | 4                    | 19                   |                      |                      |
| 1997-1998  | Devils du New Jersey     | LNH        | 79    | 4                | 19               | 23               | 171              | 6                | 1 | 1                    | 2                    | 21                   |                      |                      |
| 1998-1999  | Devils du New Jersey     | LNH        | 70    | 5                | 26               | 31               | 114              | 7                | 0 | 3                    | 3                    | 10                   |                      |                      |
| 1999-2000  | Devils du New Jersey     | LNH        | 57    | 1                | 15               | 16               | 104              | -                | - | -                    | -                    | -                    |                      |                      |
| 1999-2000  | Coyotes de Phoenix       | LNH        | 16    | 1                | 7                | 8                | 19               | 5                | 0 | 0                    | 0                    | 16                   |                      |                      |
| 2000-2001  | Blue Jackets de Columbus | LNH        | 81    | 3                | 14               | 17               | 118              | -                | - | -                    | -                    | -                    |                      |                      |
| 2001-2002  | Blue Jackets de Columbus | LNH        | 65    | 2                | 14               | 16               | 89               | -                | - | -                    | -                    | -                    |                      |                      |
| 2001-2002  | Blackhawks de Chicago    | LNH        | 12    | 0                | 2                | 2                | 4                | 4                | 0 | 1                    | 1                    | 25                   |                      |                      |
| 2002-2003  | Blackhawks de Chicago    | LNH        | 65    | 7                | 4                | 11               | 76               | -                | - | -                    | -                    | -                    |                      |                      |
| 2002-2003  | Stars de Dallas          | LNH        | 3     | 0                | 0                | 0                | 6                | 2                | 0 | 0                    | 0                    | 0                    |                      |                      |
| 2003-2004  | Panthers de la Floride   | LNH        | 82    | 4                | 12               | 16               | 88               | -                | - | -                    | -                    | -                    |                      |                      |
| 2005-2006  | Penguins de Pittsburgh   | LNH        | 27    | 0                | 1                | 1                | 50               | -                | - | -                    | -                    | -                    |                      |                      |
| Totaux LNH | Totaux LNH               | Totaux LNH | 1 056 | 50               | 202              | 252              | 2 316            | 86               | 5 | 13                   | 18                   | 209                  |                      |                      |

### En équipe nationale
| Année | Équipe | Compétition    |   | PJ | B | A | Pts | Pun       |  | Résultat |
| 1996  | Canada | Coupe du monde | 2 | 0  | 0 | 0 | 0   | Finaliste |  |          |

## Parenté dans le sport
- Frères des anciens joueurs Lee Odelein et Selmar Odelein.